# Nederlands kampioenschap schaken 1948
Het Nederlands kampioenschap schaken 1948 vond plaats van 16 september 1948 tot en met 23 september 1948 in Amsterdam. Het was een tweekamp tussen Theo van Scheltinga, winnaar van het finalistentoernooi, en Max Euwe, de zittend kampioen. Euwe won deze confrontatie en werd voor de achtste maal in de geschiedenis Nederlands kampioen schaken.

## Geschiedenis
Vanaf 1939 werkte het Nederlands kampioenschap schaken op basis van een uitdaagsysteem. Om te bepalen wie de zittend kampioen Euwe mocht uitdagen, werden in 1946 voorrondes gehouden in Leiden. De zes winnaars van deze voorwedstrijden kwalificeerden zich voor het finalistentoernooi, dat plaatsvond van 8 tot en met 18 april 1947 in het Amsterdamsche Schaakhuis.
Het was het eerste Nederlands kampioenschap sinds het einde van de Tweede Wereldoorlog, die veel slachtoffers had gemaakt binnen de Nederlandse schaakwereld. Meest in het oog springend is de afwezigheid van Salo Landau, een joodse schaker die in 1944 als gevolg van de holocaust omkwam. Landau was tijdens het Nederlands kampioenschap schaken 1939 nog uitdager van Euwe.

### Uitslag finalistentoernooi[3]
| # | Deelnemer           | Score | 1   | 2   | 3   | 4   | 5   | 6   |
| - | ------------------- | ----- | --- | --- | --- | --- | --- | --- |
| 1 | Theo van Scheltinga | 8½    | --  | ½ ½ | ½ 1 | 1 1 | 1 1 | 1 1 |
| 2 | Nicolaas Cortlever  | 6½    | ½ ½ | --  | ½ 1 | ½ ½ | ½ 1 | 1 ½ |
| 3 | Haije Kramer        | 5½    | ½ 0 | ½ 0 | --  | 1 1 | 1 ½ | 0 1 |
| 4 | Carel van den Berg  | 4     | 0 0 | ½ ½ | 0 0 | --  | 0 1 | 1 1 |
| 5 | L.J. Tummers        | 4     | 0 0 | ½ 0 | 0 ½ | 1 0 | --  | 1 1 |
| 6 | P.H. Pruyt          | 1½    | 0 0 | 0 ½ | 1 0 | 0 0 | 0 0 | --  |

## Uitslag
Van Scheltinga kreeg het recht om Euwe uit te dagen. Het duurde tot september 1948 tot die match plaatsvond. De partijen werden gespeeld in de kantine van het hoofdbureau van de Amsterdamse politie, met uitzondering van de vierde partij, die plaatsvond in de Amsterdamse effectenbeurs. Max Euwe won overtuigend met 5½-2½.
| Deelnemer           | Score | 1 | 2 | 3 | 4 | 5 | 6 | 7 | 8 |
| ------------------- | ----- | - | - | - | - | - | - | - | - |
| Theo van Scheltinga | 2½    | ½ | 0 | ½ | ½ | ½ | 0 | 0 | ½ |
| Max Euwe            | 5½    | ½ | 1 | ½ | ½ | ½ | 1 | 1 | ½ |

1909 · 1912 · 1913 · 1919 · 1921 · 1924 · 1926 · 1929 · 1933 · 1936 · 1938 · 1939 · 1942 · 1948 · 1950 · 1952 · 1954 · 1955 · 1957 · 1958 · 1961 · 1963 · 1965 · 1967 · 1969 · 1970 · 1971 · 1972 · 1973 · 1974 · 1975 · 1976 · 1977 · 1978 · 1979 · 1980 · 1981 · 1982 · 1983 · 1984 · 1985 · 1986 · 1987 · 1988 · 1989 · 1990 · 1991 · 1992 · 1993 · 1994 · 1995 · 1996 · 1997 · 1998 · 1999 · 2000 · 2001 · 2002 · 2003 · 2004 · 2005 · 2006 · 2007 · 2008 · 2009 · 2010 · 2011 · 2012 · 2013 · 2014 · 2015 · 2016 · 2017 · 2018 · 2019 · 2021 · 2022 · 2023 · 2024